# Oblast de Saratov
O oblast de Saratov (russo:  Сара́товская о́бласть, tr. Sarátovskaia óblast) é uma divisão federal da Federação da Rússia, situado no Distrito Federal do Volga. O seu centro administrativo é a cidade de Saratov.
De acordo com o censo populacional de 2010, tinha uma população de 2 521 892 habitantes.